# Don Blackman
Donald „Don“ Blackman (* 1. September 1953 in Queens, New York City; † 11. April 2013) war ein US-amerikanischer Funk- und Jazz-Pianist.

## Leben
Blackman trat bereits 1968 in Charles McPhersons Band mit Sam Jones und Louis Hayes auf. Anfang der 1970er Jahre tourte er als Keyboarder mit der Gruppe Parliament/Funkadelic und wurde später Mitglied von Lenny Whites Funkband Twennynine. Daneben wirkte er an Weldon Irvines Album Sindbad mit. 1982 veröffentlichte er sein erstes Soloalbum.
Später arbeitete er mit Kurtis Blow und Bernard Wright. Als Studiomusiker nahm er u. a. mit Nagee, David Sanborn, Wayman Tisdale, Patrice Rushen, Roy Ayers, Sting (Brand New Day), dem World Saxophone Quartet (Takin’ It 2 the Next Level), Janet Jackson (That’s the Way Love Goes) und Wayman Tisdale auf. Seine Kompositionen wurden von Künstlern wie Tupac Shakur, Memphis Bleek und Master P gecovert. Blackman komponierte Jingles für Rundfunk- und Fernsehsendungen, zahlreiche Werbemusiken (u. a. für Coca-Cola, Burger King, Martini und Bulldog Dozer), Musik für Kinder (u. a. für die tägliche Show Gullah Gullah Island). Sein Titel Haboglabotribin (komponiert für B. Wright) wurde von Snoop Doggy Dogg gesamplet.
Blackman starb am 11. April 2013 nach schwerer Krebserkrankung.

## Diskographie
- Don Blackman, 1982
- Listen, 2006